# صداخفه‌کن

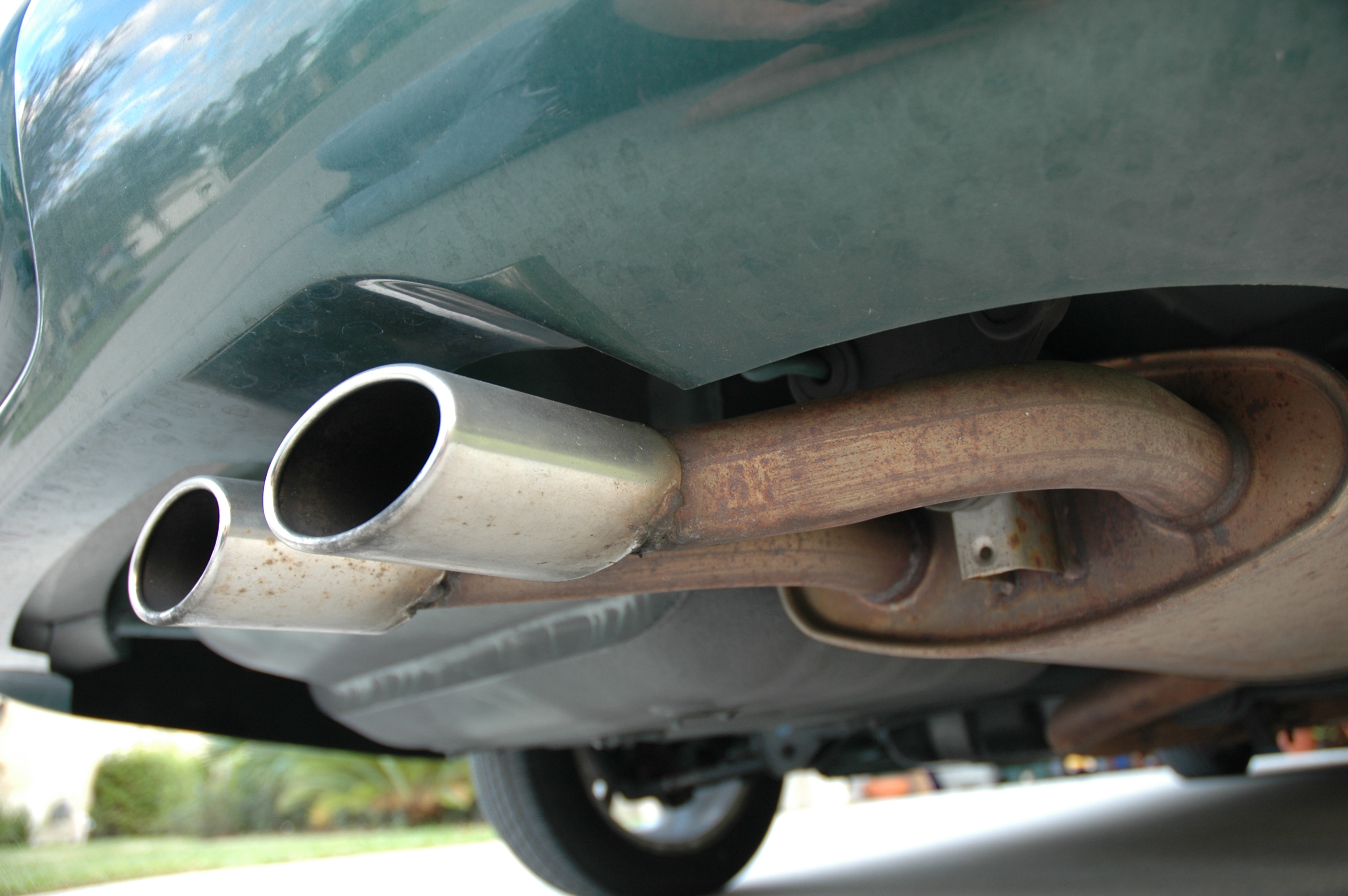
صداخفه‌کن در خودرو مسافری

صداخفه‌کن (به انگلیسی آمریکایی: muffler، به انگلیسی بریتانیایی: silencer) یکی از اجزای اگزوز است که برای کاهش آلودگی صوتی ایجادشدهٔ ناشی از احتراق سوخت در موتور درون‌سوز تعبیه می‌شود. نخستین صداخفه‌کن در سال ۱۸۹۷ در ایالات متحدهٔ آمریکا به ثبت رسید.
یک مشکل اجتناب‌ناپذیر در استفاده از صداخفه‌کن افزایش فشار پس‌زنی دود در اگزوز و کاهش کارایی موتور (پیشرانه) است که در واقع به خاطر وجود مسیرهای پیچیدهٔ موجود در درون صداخفه‌کن برای کاهش صداست.

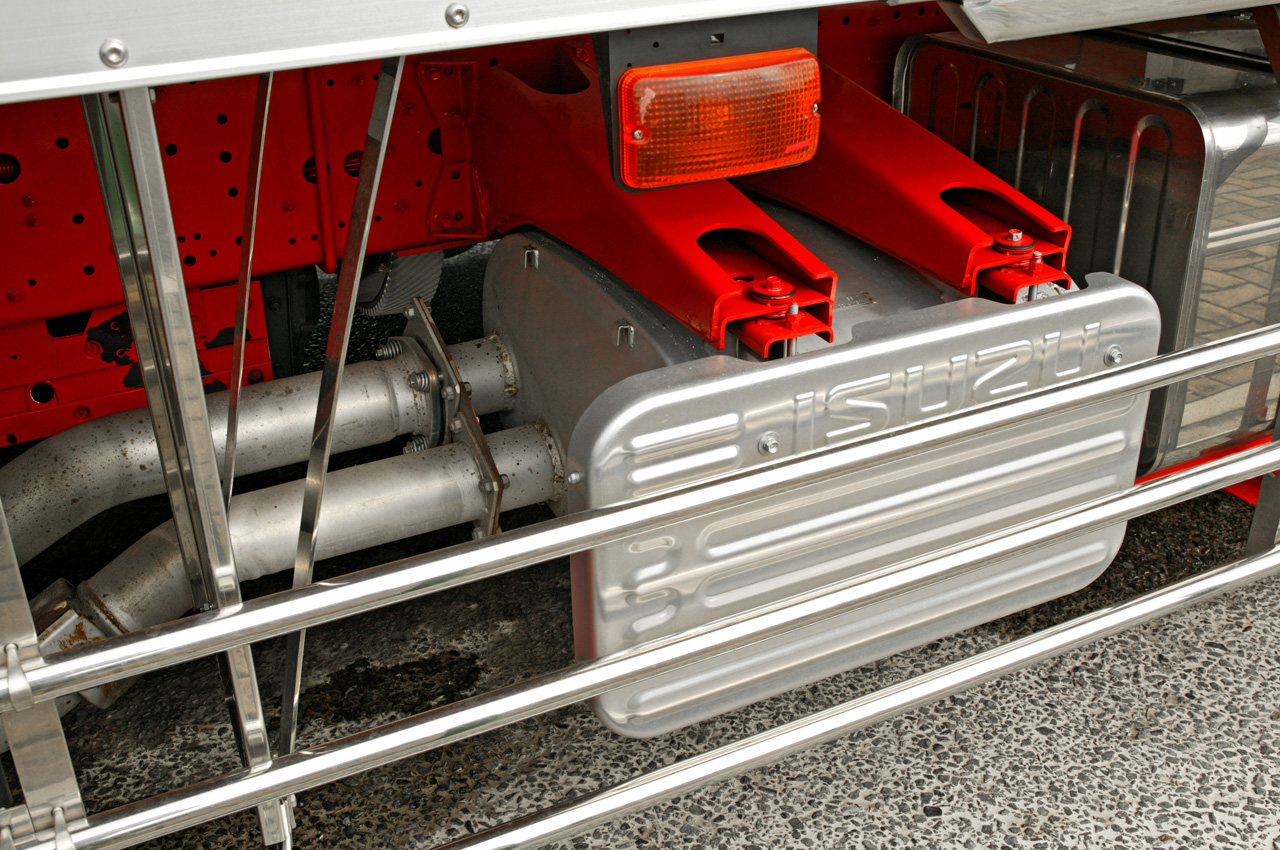
صداخفه‌کن یک موتور دیزل بزرگ